# Carsten Hennig (Fußballspieler)
Carsten Hennig (* 6. November 1976 in Mainz) ist ein ehemaliger deutscher Fußballspieler. Er spielte 1996/97 für Eintracht Frankfurt in der 2. Fußball-Bundesliga.

## Leben und Karriere
Hennig begann mit dem Fußballspielen beim VfB Ginsheim. Als A-Jugendlicher wechselte er 1993 zum 1. FSV Mainz 05; zwei Jahre später schloss er sich den Amateuren von Eintracht Frankfurt an, die zur Saison 1995/96 in die Regionalliga Süd aufgestiegen waren, nach nur einem Jahr aber wieder in die Oberliga Hessen abstiegen. Unter Stepanović wirkte er 1996 auch in der ersten Mannschaft mit und kam zu drei Einsätzen in der 2. Fußball-Bundesliga, konnte sich aber nicht bei den Profis etablieren. 1997 wechselte er gemeinsam mit Michael Guht zum FSV Frankfurt, mit dem er in die Regionalliga Süd aufstieg. Nach Abstieg in die Oberliga Hessen und verpasstem Wiederaufstieg ging Hennig zur Saison 2001/02 zum VfR Mannheim in die nun viertklassige Regionalliga Süd und kam am 24. August 2001 gegen Hannover 96 auch zu einem Einsatz im DFB-Pokal. Weil der VfR Mannheim aus finanziellen Gründen keine neue Regionalliga-Lizenz erhielt, kehrte er nach nur einer Saison zum FSV Frankfurt zurück, der weiterhin in der Oberliga Hessen spielte. 2007 gelang dem FSV als Hessenmeister der erneute Aufstieg in die Regionalliga. Hennig wechselte hingegen 2007 in die zweite Mannschaft des SV Wehen, mit der er im Folgejahr ebenfalls den Aufstieg aus der Oberliga Hessen in die Regionalliga Süd schaffte. 
Ab 2009 leitete er die Scouting-Abteilung beim FSV Frankfurt und wirkte dort auch als U-19-Trainer. Parallel dazu spielte er ab 2009 auch wieder für seinen Heimatverein VfB Ginsheim und war dort bis 2018 außerdem Spielertrainer und Trainer. Im Januar 2024 wurde er beim VfB Ginsheim zum Leiter des Spielausschusses gewählt und gehört seither auch dem Vereinsvorstand an.
Neben dem Fußball absolvierte Hennig ein Lehramtsstudium und unterrichtet heute an einem Gymnasium.